# Mimosa disperma
Mimosa disperma là một loài rau đậu thuộc họ Fabaceae. Loài này chỉ có ở Ecuador.
Môi trường sống tự nhiên của chúng là rừng khô nhiệt đới hoặc cận nhiệt đới.